# Orden der Fürstin Olga
Der Orden der Fürstin Olga (ukrainisch Орден княгині Ольги) ist ein ukrainischer ziviler Verdienstorden, der nur an Frauen „für persönliche Verdienste in den Bereichen Staat, Produktion, Wissenschaft, Bildung, Kultur, Wohltätigkeit, Philanthropie und andere Bereiche der sozialen Tätigkeit, Erziehung von Kindern in der Familie“ verliehen werden kann. Er wurde mit dem präsidialen Dekret Nr. 827/97 vom 15. August 1997 gestiftet und wird in drei Stufen verliehen. Dabei ist die erste Klasse die oberste Ordensstufe. Sowohl ukrainische Staatsbürger als auch Ausländer können den Orden verliehen bekommen. Die Auszeichnung kann aberkannt werden, wenn eine Trägerin wegen einer Straftat verurteilt wurde.

## Insignien

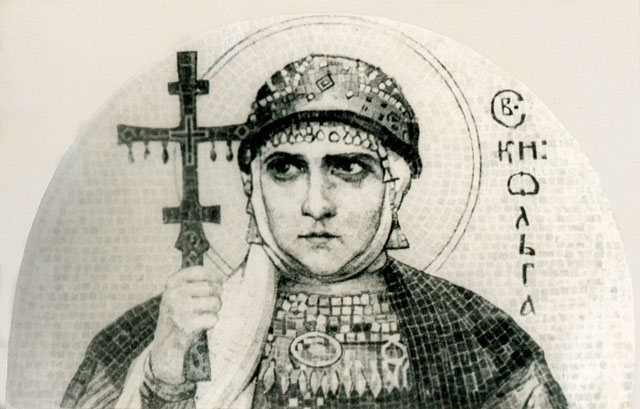
Olga von Kiew

Die Ordensdekoration besteht aus einer mit einem Ornament und vier rechteckigen Amethysten umgebenen Medaille, auf der Olga von Kiew abgebildet ist. Die Medaille der 1. Klasse ist golden, das Ornament vergoldet mit silbernen Anteilen. Die 2. Klasse zeigt die Figur in Silber mit einem goldenen Rand, die 3. Klasse der Medaille ist silberfarben.
| Erste Klasse | Zweite Klasse | Dritte Klasse |
| ------------ | ------------- | ------------- |
|              |               |               |
| Ordensspange |               |               |
|              |               |               |

## Trägerinnen des Ordens (Auswahl)
- Anne Applebaum
- Marieluise Beck (3. Klasse, 2017)
- Małgorzata Gosiewska
- Rebecca Harms
- Hanna Hawrylez
- Agnieszka Holland
- Olha Ilkiw
- Olena Kostewytsch
- Laryssa Kruschelnyzka
- Kateryna Kuchar
- Rajissa Kyrytschenko
- Jaroslawa Mahutschich
- Roberta Metsola
- Alina Mychajlowa
- Atena Paschko
- Nancy Pelosi
- Tetjana Rytschkowa
- Olha Saladucha
- Heidemarie Stefanyshyn-Piper
- Chrystyna Stuj
- Oksana Sabuschko
- Tamila Taschewa
- Jana Černochová